# Rochelle Costi
Rochelle Costi (Caxias do Sul, Brasil, 1961-São Paulo, 26 de noviembre de 2022) fue una artista visual y fotógrafa brasileña.

## Biografía
Estudió comunicación en la Pontificia Universidad Católica de Río Grande del Sur, de donde egresó en 1981. Luego inició profesionalmente el ejercicio de la fotografía. También estudió entre 1991 y 1992 en la Escuela de arte Central Saint Martins y en Camera Work en Londres.
Su obra está incluida en colecciones de museos de Brasil, Europa y los Estados Unidos.

## Premios y reconocimientos
- 2017	Prêmio CNI SESI SENAI Marcantônio Vilaça
- 2010	Residência Artística, WBK Vrije Academie / Gemak, Holanda
- 2002	VIII Salão Nacional Victor Meirelles. Museu de Arte de Santa Catarina, Florianópolis,SC
- 2000 	Bolsa Vitae. Fundação Vitae, São Paulo, Brasil
- 1999	Prêmio Nacional de Fotografia. Funarte, Río de Janeiro, RJ
- 1998	Prêmio Marc Ferrez de Fotografia. Funarte, Río de Janeiro, RJ
- 1995	Prêmio Aquisição. Panorama da Arte Brasileira. MAM, SP
- 1985	I Quadrienal de Fotografia. MAM, SP
- 1983	II Salão de Fotografia. Bagé, Brasil
- Premio Nacional de Fotografía de la Fundación Nacional de las Artes de Brasil, 1999
- Premio Marc Ferrez de la Fundación Nacional de las Artes de Brasil, 1997